# Bryan Clay
Bryan Clay (* 3. ledna 1980, Austin, Texas, USA) je bývalý americký desetibojař havajského původu. V roce 2005 se stal mistrem světa v Helsinkách výkonem 8732 bodů, o rok dříve získal stříbrnou medaili na olympijských hrách v Aténách. Zde ho dokázal porazit jen český desetibojař Roman Šebrle v jednom z nejkvalitnějších vícebojů historie. Clayův osobní rekord z kvalifikace na olympijské hry v Pekingu má hodnotu 8832 bodů, čímž je dosud šestým mužem v pořadí výkonů v historii této disciplíny. Jeho předností je velmi rychlý sprint (o.r. na 60 m 6,65 s a na 100 m 10,35 s), hod diskem (55,87 m - desetibojařský světový rekord), hod oštěpem (72,00 m) i překážky (60 m 7,74 s a 110 m 13,74 s).

## Kariéra
Kvůli zranění musel odstoupit při mistrovství světa v Ósace v roce 2007. Dne 9. března 2008 se stal poprvé halovým mistrem světa v sedmiboji na HMS ve Valencii výkonem 6371 bodů (osobní rekord), přestože krátce před startem byl nemocný.
Největší úspěch přišel na Olympijských hrách 2008 v Pekingu, kde získal zlatou olympijskou medaili výkonem 8791 bodů.

## Osobní rekordy
- 60 m 6,65 s.
- 100 m 10,35 s.
- Dálka 806 cm
- Koule 16,27 m
- Výška 210 cm
- 400 m 47,78 s.
- 60 m. př. 7,74 s.
- 110 m. př. 13,74 s.
- Disk 55,87 m (desetibojařský SR)
- Tyč 515 cm
- Oštěp 72,00 m
- 1000 m 2:49,41 min.
- 1500 m 4:38,93 min.

Součet OR v desetiboji: 9333 bodů